# Christian Association of Nigeria
Die Christian Association of Nigeria (CAN, deutsch Christenverband Nigerias) ist ein Dachverband verschiedener christlicher Kirchen und christlicher Organisationen in Nigeria. Sie wurde 1976 gegründet. Ihr Präsident ist seit 2010 Ayo Oritsejafor, der gleichzeitig Präsident der Pentecostal Fellowship of Nigeria (PFN) ist. Generalsekretär ist Samuel Salifu. Die CAN ist Mitglied des Weltkirchenrats.

## Ziele
- Die CAN soll als eine Gesprächsbasis für die Einheit der Kirche dienen.
- Sie soll durch die Predigt des Evangeliums Frieden, Einheit und Verständigung zwischen den verschiedenen Völkern und Gesellschaftsschichten Nigerias bewirken.
- Sie soll als Verbindungsstelle dienen, mit deren Hilfe ihre Mitgliedskirchen sich abstimmen und gemeinsame Erklärungen und Initiativen ergreifen können.
- Sie soll als Aufsichtsinstanz dem spirituellen und moralischen Gemeinwohl dienen.

## Organisation
Die Organisation besteht aus fünf Abteilungen: dem Christenrat Nigerias, dem Katholischen Sekretariat von Nigeria, der Organisation Afrikanischer Instituierter Kirchen und der Evangelical Fellowship of West Africa. Ursprünglich bestand sie nur aus dem katholischen Sekretariat und liberalen protestantischen Kirchen (Mainline-Kirchen). Später wurden auch Pfingstkirchen wie der Pentecostal Fellowship of Nigeria aufgenommen.
Die CAN hat einen Jugend- und Frauenflügel und einen nationalen Exekutivrat, der aus 105 Mitgliedern besteht. Dieser wählt den Präsidenten. Die Hauptversammlung, die aus 304 Mitgliedern besteht, muss die Präsidentenwahl ratifizieren.

## Ereignisse und Aktivitäten
Im Jahr 2000 protestierte die CAN gegen die Einführung der Scharia-Gesetzgebung in den Nordprovinzen Nigerias. Im Februar 2006, nachdem gewalttätige Proteste von Muslimen wegen der Karikaturen-Kontroverse in Dänemark in Nigeria auf christliche Menschen und ihr Eigentum übergegriffen hatten, wobei etwa 43 Menschen starben, 30 Kirchen verbrannt wurden und 250 Geschäfte und Wohnhäuser zerstört waren, gab der damalige Präsident der CAN, Peter Akinola eine Erklärung in seiner Eigenschaft als Vorsitzender der Christian Association of Nigeria heraus: „Wir dürfen zu diesem Zeitpunkt unsere muslimische Brüder daran erinnern, dass sie kein Gewaltmonopol in dieser Nation haben.“ In der westlichen Presse wurde diese Erklärung als verschleierte Drohung von Gewalt gegenüber Muslime interpretiert und gesagt, auf diese Aussage hin hätten christliche Jugendliche in Onitsha gegen die Moslems zurückgeschlagen. In einem Interview mit Christianity Today erklärt Akinola, dass die westliche Presse, die die Verhältnisse in Nigeria nicht kennt, ihn falsch verstanden habe. Er sei in Kontakt mit dem Sultan von Sokoto, dem Oberhaupt der nigerianischen Moslems, und ein Treffen der muslimischen und christlichen Führer sei geplant. Er selbst habe während eines kürzlichen Treffens der Christian Association of Nigeria mit seinem Rücktritt gedroht, weil die Jugendlichen sagten, sie würden kämpfen und zurückschlagen. Die christlichen Attacken seien nicht eine Folge seiner Aussage gewesen, sondern erfolgt, als die Lastwagen mit den christlichen Opfern der muslimischen Übergriffe in Onitsha angekommen seien.